# Anatoli Dmitrijewitsch Jarzew
Anatoli Dmitrijewitsch Jarzew (russisch Анатолий Дмитриевич Ярцев, englische Transkription Anatoliy Yartsev; * 16. Januar 1993) ist ein russischer Badmintonspieler. 

## Karriere
Anatoli Jarzew spielte 2011 und 2012 in der höchsten russischen Liga, der Superliga, für den Klub ASB Metallurg. Bei den russischen nationalen Titelkämpfen 2011 belegte er in allen drei möglichen Disziplinen Rang neun. Ein Jahr später wiederholte er dieses Ergebnis. Außerhalb seiner Heimat startete er unter anderem bei den Cyprus International 2010, den Turkey International 2010, den Croatian International 2011, den Kharkiv International 2011 und den Romanian International 2012 sowie bei Junioren-Welt- und Europameisterschaften. 2012 qualifizierte er sich mit seinem Nationalteam für die Endrunde des Thomas Cups und schied dort im Viertelfinale aus.